# Cierniak mały
Cierniak mały (Phacellodomus sibilatrix) – gatunek małego ptaka z rodziny garncarzowatych (Furnariidae), podrodziny ogończyków. Występuje w Ameryce Południowej. Nie jest zagrożony wyginięciem.

## Taksonomia
Po raz pierwszy gatunek opisał Philip Lutley Sclater w 1879. Nie podał lokalizacji odłowienia holotypu; prawdopodobnie była to Córdoba (Argentyna). Przydzielił nowemu gatunkowi nazwę Phacellodomus sibilatrix, akceptowaną obecnie (2020) przez Międzynarodowy Komitet Ornitologiczny. Według niektórych autorów cierniak mały tworzy nadgatunek z cierniakiem rdzawoczelnym (P. rufifrons), jednak oba gatunki różnią się rozmiarami i strukturą budowy gniazda. Cierniak mały jest gatunkiem monotypowym.

## Morfologia
Długość ciała wynosi 13–14 cm, masa ciała – 14 do 16 g. Sclater (1888) podał identyczną długość skrzydła i ogona wynoszącą 2,2 cala, czyli blisko 56 mm. Wierzch ciała matowy, oliwkowobrązowy, jaśniejszy po bokach głowy. Pokrywy skrzydłowe mniejsze rdzawobrązowe. Lotki mają barwę czarniawą, można dostrzec oliwkowobrązowe krawędzie. Sterówki jasnoszkasztanowe; środkowa para oraz chorągiewki wewnętrzne dwóch następnych par brązowe, w kolorze podobne do grzbietu. Spód ciała brudnobiały, nieco ziemistobrązowy; po bokach występuje ochrowy odcień. Pokrywy podskrzydłowe jaskrawe, cynamonowe. Tęczówka może przybrać barwę od szarozielonawej po ciemnobrązową, nie jest znana przyczyna tej zmienności. Górna szczęka czarna po ciemnoszarą, żuchwa szara (lub jasnoszara), nogi i stopy szare po różowoszare.

## Zasięg występowania
Cierniak mały zasiedla skrajnie południową część Boliwii, zachodni Paragwaj, północną Argentynę (na południe po wschodnią prowincję La Rioja, północną p. San Luis, centralną p. Córdoba i północną p. Buenos Aires) i południowo-zachodni Urugwaj.

## Ekologia
Środowiskiem życia cierniaka małego może być wiecznie zielony wilgotny las równikowy, Gran Chaco lub zakrzewienia. Obserwowany od poziomu morza po 2000 m n.p.m. Żywi się bezkręgowcami, zjada m.in. chrząszcze, pajęczaki, prostoskrzydłe, mrówkowate. Obserwowany w parach lub grupach (przypuszczalnie pomocników lęgowych), niekiedy wielogatunkowych stadach. Żeruje od poziomu gruntu po środkowe warstwy lasu.

### Lęgi
W Argentynie jaja stwierdzano od sierpnia do lutego, a pisklęta w październiku. Prawdopodobnie monogamiczny. Gniazdo cierniaka małego ma kształt stożka wysokiego na 25 do 40 cm i osiągającego u podstawy średnicę 40–45 cm. Budulec stanowią patyki, przeważnie cierniste. Do komory lęgowej o średnicy 9 do 15 cm wiedzie tunel mierzący blisko 35 cm długości. Komorę wyściełają puch roślinny, listowie, włosie, mech, porosty, wężowe skóry, pajęczyny i pióra. Często występują dodatkowe, małe komory (najwyżej 3), połączone ze sobą, ale nie z główną komorą. Taka konstrukcja zawieszona jest 1 do 5 metrów nad ziemią, zwykle na samotnym drzewie lub rosnącym w grupie, a jej ciężar niekiedy zgina gałąź. Zniesienie liczy 1 do 4 jaj. Niekiedy gniazdo przejmują inne gatunki ptaków.

## Status zagrożenia
Według IUCN gatunek najmniejszej troski nieprzerwanie od 1988 (stan w 2021). Liczebność populacji nie została oszacowana, ale ptak ten opisywany jest jako dość pospolity. BirdLife International uznaje trend populacji za spadkowy ze względu na utratę siedlisk.